# Peribaea setinervis
Peribaea setinervis là một loài ruồi trong họ Tachinidae.